# ジョン・サルマン
ジョン・サルマン（英語: John Salman, 1849年 - 1932年）は、イギリス人建築家、都市計画家。
オーストラリアで建築界、都市計画界の指導的な立場となるほか、1890年のメルボルンでの建築と都市に関する全国会議で「タウン・プランニング（en:Town plannning）」という言葉を提唱した人物として知られる。
会議ではさらに、古いモデルのグリッドシステムを批判し、より美的で曲線的な道路計画の適用を主張した。また、緑地帯は少なくとも市街地と郊外地の間に幅8分の1マイル以上の寮地帯の確保を提唱している。

## 来歴
1849年、イギリス・グリニッジ生まれ。建築学を専攻していた大学時代に、ピュージン奨学金を獲得して、広くヨーロッパを旅行し、見聞を広げる。卒業後はおもにイングランドで、多くの大規模住宅や教会などを設計している。その間に、ウィリアム・モリスと友人になり、交友する。
1885年、オーストラリアへ移住する。シドニーを中心に多くの建物を設計し、1887年からは、シドニー大学講師となり、建築に関する講義を担当する。
1890年に寄稿した論文「ザ・レイイング・アウト・オブ・タウン」は、オーストラリア百科事典によると、都市計画についての世界で最初の論文としている。
1909年から、首都に関する論文を執筆し始める。こうして、オーストラリア連邦の首都キャンベラの初期計画にも関わることになる。1924年、ナイト位を授与。同年、連邦首都計画委員の委員長を務める。
1926年、シドニー大学に都市計画学科を設立する資金として、2500ポンドを寄付。1926年から亡くなるまでの間、国際ガーデンシティ・都市計画協会の会長を務める。